# How Many More Times
How Many More Times ist der neunte und letzte Titel auf dem 1969 erschienenen Debütalbum Led Zeppelin der britischen Rockband Led Zeppelin.

## Albumversion
Mit über acht Minuten ist How Many More Times der längste Song auf dem Album. Er besteht aus mehreren kleineren Teilen, die durch einen Bolerorhythmus zusammengehalten werden, der die Teile vorantreibt. Am Ende schwenkt der Song zwischen dem rechten und linken Kanal. Teile des Stücks erinnern leicht an den vorher aufgenommenen Instrumentaltitel Beck’s Bolero von Jeff Beck, bei dem Jimmy Page Gitarre und John Paul Jones Bass gespielt hatten. How Many More Times ist einer der drei Songs von Led Zeppelin, auf dem Jimmy Page die Gitarre mit einem Violinbogen spielt.
Als Autoren wurden die Mitglieder von Led Zeppelin Jimmy Page, John Paul Jones und John Bonham angegeben. Howlin’ Wolf (Künstlername von Chester Burnett) hatte 1951 ein Stück mit dem Namen How Many More Years aufgenommen und alle Veröffentlichungen des Led-Zeppelin-Songs geben seit 1993 infolge eines Abkommens mit dem Verlag ARC Music auch Burnett als Co-Autor an. Coverversionen vieler Musiker, wie etwa die Version von L.A. Guns auf dem 1999 erschienenen Album Shrinking Violet, geben Burnett nicht als Autor an.
Wie bei allen anderen Titeln auf diesem Album, wird Robert Plant wegen unerfüllten vertraglichen Bindungen im Booklet nicht als Autor genannt, laut ASCAP war er jedoch beteiligt.
Bei älteren LP-Hüllen wird die Länge des Stücks mit 3:30 angegeben, obwohl sie tatsächlich 8:28 beträgt. Dies geschah, weil Page wusste, dass kein Radiosender einen Song mit über acht Minuten spielen würde. Er gab deshalb die Länge absichtlich falsch an, damit der Song häufiger im Radio gespielt wird.
In einem Interview mit der Guitar World erklärte Page 1993:

“[The song] was made up of little pieces I developed when I was with the Yardbirds, as were other numbers such as ‘Dazed and Confused’. It was played live in the studio with cues and nods.”

„Der Song wurde aus kleinen Stücken zusammengesetzt, die ich entwickelt hatte, als ich bei den Yardbirds war, genauso wie andere Titel, etwa ‚Dazed and Confused‘. Er wurde im Studio mit Winken und Nicken live gespielt.“

Es wird auch berichtet, dass der Band die „Rosie“- und „Hunter“-Teile des Songs spontan in der Nacht der Aufnahmesession einfielen. Der „Hunter“-Teil wurde aus dem Song The Hunter, aufgenommen vom Bluesmusiker Albert King mit Booker T. & the M.G.’s, genommen.

## Liveaufführungen
Auf frühen Led-Zeppelin-Konzerttourneen war How Many More Times meist der letzte Titel, den die Band spielte. Nach 1969 wurde das Intro des Songs ausgedehnt und die Band wollte immer mehr Material in den Song einbauen wie in einem Medley. Ein Beispiel eines solchen Auftritts ist auf der Led Zeppelin DVD während des Konzerts in der Royal Albert Hall zu sehen. Während des „Bolero“-Teiles zitiert Plant auf dieser Version Neil Youngs On the Way Home. Nach The Hunter spielte die Band normalerweise John Lee Hookers Boogie Chillin’, mit einem frei aus anderen Quellen ausgesuchten Text, und Travelin’ Little Mama. Oft spielten sie einen Ausschnitt aus The Lemon Song und That’s Alright Mama bevor sie mit dem Ende von The Hunter zu How Many More Times zurückkehrten. Dieses typische Medley-Muster (Boogie Chillin’ gefolgt von einer improvisierten Abfolge von Covern und schließlich eines langsamen Blues’ und die Rückkehr zum Hauptsong) wurde später Bestandteil von Whole Lotta Love, zu hören auf den Alben Led Zeppelin BBC Sessions und How the West Was Won.
1970 wurde How Many More Times aus der typischen Setlist von Led Zeppelin herausgenommen, obwohl sie den Song weiter aufführen wollten. Der Song wurde am 22. Januar 1973 auf einer Großbritannien-Tournee und ab den ersten Auftritten der Nordamerika-Tournee von 1975 wieder aufgeführt. Bei letzterem vor allem wegen Jimmy Pages verletztem Finger, der ihn zeitweilig daran hinderte das anspruchsvollere Dazed and Confused zu spielen.
Page und Plant spielten den Song auch 1998 auf ihrer Walking into Clarksdale-Tour und veröffentlichten die Aufführung im Shepherd’s Bush als CD-Single.

## Besetzung
- Robert Plant – Gesang
- Jimmy Page – Gitarren
- John Paul Jones – Bass, Orgel
- John Bonham – Schlagzeug